# Betyla eupepla
Betyla eupepla är en stekelart som beskrevs av Naumann 1988. Betyla eupepla ingår i släktet Betyla och familjen hyllhornsteklar. Inga underarter finns listade.